# Stambolijski (distrikt)
Stambolijski (bulgariska: Стамболийски) är ett distrikt i Bulgarien.   Det ligger i kommunen Obsjtina Chaskovo och regionen Chaskovo, i den centrala delen av landet, 210 km öster om huvudstaden Sofia.
Trakten runt Stambolijski består till största delen av jordbruksmark. Runt Stambolijski är det ganska tätbefolkat, med 129 invånare per kvadratkilometer.